# Martin Vidović
Mons. Martin Vidović (Vidonje, 15. srpnja 1953.), naslovni nadbiskup ninski i bivši apostolski nuncij u Bjelorusiji.

## Životopis
Mons. Vidović rođen je 15. srpnja 1953. godine u Vidonjama kod Metkovića. U Rimu je završio filozofsko-teološki studij. Govori talijanski, ruski, poljski, francuski, španjolski i njemački.

### Novinar
Poslije nekoliko suradničkih priloga objavljenih u razdoblju od 1975. do 1977., stalnim suradnikom Hrvatskoga odjela Vatikanskoga radija postaje u studenome 1978. Kasnije, 1. siječnja 1983. postaje stalnim članom uredništva Hrvatskoga odjela spomenute radijske postaje. 
Uz službu urednika Vatikanskoga radija mons. Vidović bio je i suradnik vatikanskoga dnevnika L'Osservatore Romano, hrvatskog katoličkog tjednika Glas Koncila, u kojemu je počeo sustavno suradjivati u rujnu 1974., Informativne katoličke agencije Hrvatske biskupske konferencije, tijekom 1994. i 1995.

### Svećenik
Od travnja 1987. počinje sustavno surađivati s Državnim tajništvom Svete Stolice.
Za svećenika ga je 28. svibnja 1989. godine na grobu svetoga Petra u Rimu zaredio tadašnji papa, danas sveti Ivan Pavao II.
Uz urednički posao na Vatikanskome radiju 6. studenoga 1993. povjereni su mu neki tajnički poslovi u tada upravo otvorenoj Apostolskoj nuncijaturi u Bosni i Hercegovini, kojoj je prvo sjedište bilo u Vatikanu. Često je zbog toga bivao na putu između Vatikana i Sarajeva, navlastito u jeku ratnih strahota, kada se je u Sarajevo moglo stizati tek posebnim vojnim zrakoplovima ili pak vozilima za humanitarnu pomoć. U međuvremenu je 17. rujna 1994. postao i stalni dužnostnik Državnoga tajništva, zadržavši još neko vrijeme uredničku službu na Vatikanskome radiju, koju napušta 1. listopada 1995., i tajničku službu u Apostolskoj Nuncijaturi u Bosni i Hercegovini, koju napušta 30. lipnja 1999.

### Monsinjor
Kapelanom Njegove Svetosti tj. monsinjorom imenovan je 15. travnja 1997. godine. Uz posao koji je u Vatikanu radio bio je također član Pastoralnoga vijeća ustanove Peregrinatio ad Petri Sedem, tijela Svete Stolice za hodočašća u Rim. Određenu broju hrvatskih hodočasnika omogućio je susret s papom Ivanom Pavlom II. Zahvaljujući slobodi kretanja u blizini tadašnjega pape, mnoge je osobno doveo k Papi na razgovor ili audijenciju (prijam). Njegovim posredstvom tako su kod pape primljeni 2003. i nogometaši splitskoga Hajduku i skupina novinara Slobodne Dalmacije iz Splita.[nedostaje izvor]

### Nadbiskup i nuncij
Papa Ivan Pavao II. 15. rujna 2004. imenovao je mons. Vidovića ninskim nadbiskupom naslovnikom, to jest nositeljem biskupskoga naslova slavne starohrvatske Ninske biskupije, te mu istodobno povjerio službu svojega diplomatskoga predstavnika, apostolskoga nuncija, u Bjelorusiji. Na toj je dužnosti ostao sve do 15. srpnja 2011.

### Papa i Hrvati
Mons. Vidović je djelatno sudjelovao u pripremama i ostvarenju pet pastirskih pohoda pape Ivana Pavla II. hrvatskim katolicima: tri puta u Republiku Hrvatsku (1994., 1998. i 2003.) te dva puta u Bosnu i Hercegovinu. O njegovoj bliskoj povezanosti sa svetim Ivanom Pavlom II. svjedoče, uz ostalo, i riječi apostolskoga pisma, pučki zvanoga bula, koje je taj isti papa u prigodi imenovanja napisao:

## Vanjske poveznice
| Portal:Kršćanstvo | Portal: Kršćanstvo |

- Nuncij u Bjelorusiji (eng)  Arhivirana inačica izvorne stranice od 6. rujna 2010. (Wayback Machine)